# 2025年東京デフリンピック
東京2025デフリンピック（とうきょうニーマルニーゴーデフリンピック）は、2025年（令和7年）11月15日から11月26日までの12日間、日本の東京都などで開催される第25回デフリンピック競技大会。
実質13日間（開会式に先立ち先行実施されるサッカー競技が行われる1日を含む）に21種目が実施される予定である。正式名称は第25回夏季デフリンピック競技大会 東京2025。

## 概要
2022年9月10日の国際ろう者スポーツ委員会総会にて、開催都市が東京に決定した。日本での開催は、2007年に開催予定だった第16回冬季デフリンピック競技大会（ソルトレイクシティデフリンピック）以来の開催招致でかつ初開催。アジア圏での開催は2009年台北デフリンピック以来4大会16年ぶり。競技は東京都の他、福島県と静岡県の計3都県で開催される。
1924年に第1回国際ろう者競技大会がフランス・パリで開催されて以降、1世紀を迎える記念大会となる。
大会の準備及び運営監督には、2020東京オリンピックの組織委員会と同様、組織委員会を設ける方式を検討されていた。しかしながら、入札談合事件を始めとする諸問題が明るみになったため、招致した全日本ろうあ連盟は組織委員会方式を取りやめ、「全日本ろうあ連盟デフリンピック準備委員会」と「東京都スポーツ文化事業団デフリンピック準備運営本部」の二者組織を構築することになった。
大会に関する調整及び協議については、全日本ろうあ連盟、開催都市である東京都、監督省庁であるスポーツ庁のほか、日本オリンピック委員会や日本パラスポーツ協会等で構成する「大会準備連携会議」が東京2020大会組織委員会役員の役割を担う。

## 実施競技
東京2025デフリンピックでは、21競技が実施される。
- 陸上競技（詳細）
- バドミントン（詳細）
- バスケットボール（詳細）
- ビーチバレーボール（詳細）
- ボウリング（詳細）
- 自転車競技（詳細）
  - マウンテンバイク
  - ロード
- サッカー（詳細）
- ゴルフ（詳細）
- ハンドボール（詳細）
- 柔道（詳細）
- 空手（詳細）
- オリエンテーリング（詳細）
- 射撃（詳細）
- 水泳（詳細）
- テコンドー（詳細）
- テニス（詳細）
- バレーボール（詳細）
- レスリング（詳細）
  - フリースタイル
  - グレコローマン

## 会場
大会招致時のビジョンとして、「2020年東京オリンピックの施設やレガシーを活用したコンパクトな大会」を掲げ、大半の競技を東京都で開催すること、またその他の競技についても東京都心から300キロメートル以内に会場を設けることを計画している。
メインスタジアムは、1964年東京オリンピックの会場だった駒沢オリンピック公園総合運動場。その他、サッカーと自転車競技を除く全ての競技が東京都内の会場で競技が行われる予定である。
サッカー競技は福島県で、自転車競技は静岡県で開催され、いずれも2020年東京オリンピックでも各県内の会場で開催されたため、今大会の開催都県は初めてオリンピックとデフリンピック、2大会の開催県となる。
| 競技会場                                      | 競技                                                                                          |
| --------------------------------------------- | --------------------------------------------------------------------------------------------- |
| 駒沢オリンピック公園総合運動場                | 陸上競技、ハンドボール、レスリング（フリースタイル・グレコローマン）、式典（開会式 / 閉会式） |
| 東京体育館                                    | 卓球、水泳                                                                                    |
| 府中市立郷土の森総合体育館                    | バレーボール                                                                                  |
| 大田区総合体育館                              | バスケットボール                                                                              |
| 武蔵野の森総合スポーツプラザ                  | バドミントン                                                                                  |
| 東京武道館                                    | 空手、柔道                                                                                    |
| 中野区立総合体育館                            | テコンドー                                                                                    |
| 有明テニスの森公園                            | テニス                                                                                        |
| 大森東水辺スポーツ広場                        | ビーチバレー                                                                                  |
| 東大和グランドボウル                          | ボウリング                                                                                    |
| 若洲ゴルフリンクス                            | ゴルフ                                                                                        |
| 伊豆大島                                      | オリエンテーリング                                                                            |
| Jヴィレッジ （福島県広野町・楢葉町）          | サッカー                                                                                      |
| 日本サイクルスポーツセンター （静岡県伊豆市） | 自転車競技（ロード・MTB）                                                                     |

## 開催日程
| OC | 開会式 | ● | 予選 | 1 | 決勝 | EG | エキシビション | CC | 閉会式 |

| 2025年11月       | 2025年11月       | 14 (金) | 15 (土) | 16 (日) | 17 (月) | 18 (火) | 19 (水) | 20 (木) | 21 (金) | 22 (土) | 23 (日) | 24 (月) | 25 (火) | 26 (水) | 種目数 |
| ---------------- | ---------------- | ------- | ------- | ------- | ------- | ------- | ------- | ------- | ------- | ------- | ------- | ------- | ------- | ------- | ------ |
| 式典             | 式典             |         | OC      |         |         |         |         |         |         |         |         |         |         | CC      |        |
| 陸上競技         | 陸上競技         |         |         |         | 3       | 5       | 10      | 2       | 1       | 3       | 9       | 10      | 2       |         | 45     |
| バドミントン     | バドミントン     |         |         | ●       | ●       | ●       | ●       | ●       | 5       |         | ●       | ●       | 1       |         | 6      |
| バスケットボール | バスケットボール |         |         | ●       | ●       | ●       | ●       | ●       | ●       | ●       | ●       | ●       | 2       |         | 2      |
| 2025年11月       | 2025年11月       | 14 (金) | 15 (土) | 16 (日) | 17 (月) | 18 (火) | 19 (水) | 20 (木) | 21 (金) | 22 (土) | 23 (日) | 24 (月) | 25 (火) | 26 (水) | 種目数 |